# Гайнер Допп
Гайнер Допп (нім. Heiner Dopp, 27 червня 1956) — німецький хокеїст на траві.
Срібний призер Олімпійських Ігор 1984, 1988 років, учасник 1976 року.